# Barragem do Arade
A barragem do Arade é uma barragem portuguesa situada no concelho de Silves, distrito de Faro, e alimentada pelo curso de água do rio Arade. O comprimento total da albufeira é de 56 quilómetros.
A barragem do Arade pertence à bacia hidrográfica do Arade.
A construção da barragem foi concluída em 1955 e tendo entrado em funcionamento no ano de 1956.
Em junho de 2024, devido às secas, a barragem contava com água para apenas 30 dias. Os citricultores de Silves temem que o baixo nível de água danifique os sistemas de rega.